# Nitreto de nióbio
O Nitreto de nióbio é um composto de nióbio e nitrogênio (nitreto) com a fórmula química NbN. Sob baixas temperaturas (aproximadamente 16 K), ele torna um supercondutor utilizado nos detectores de infra-vermelho.